# May Abel Smith
May Helen Emma Abel Smith (anciennement May Cambridge, née princesse May de Teck ; 23 janvier 1906 - 29 mai 1994) est une parente de la famille royale britannique. Elle est une arrière-petite-fille de la reine Victoria et une nièce de la reine Mary. De 1958 à 1966, elle vit à Brisbane, tandis que son mari, Henry Abel Smith, est gouverneur du Queensland.

## Jeunesse
Elle est née respectivement sous le prédicat et le titre de « Son Altesse Sérénissime la princesse May Helen Emma de Teck » à Claremont House, près d'Esher dans le Surrey, en Angleterre. Ses parents sont le prince Alexandre de Teck, arrière-petit-fils du roi George III, et la princesse Alice d'Albany, petite-fille de la reine Victoria. Elle est nommée May d'après sa tante paternelle la princesse Mary de Teck qui est mariée au roi George V, Helen d'après sa grand-mère maternelle la princesse Helena, duchesse d'Albany et Emma d'après sa grand-tante maternelle la reine Emma des Pays-Bas. Pendant la Première Guerre mondiale, le sentiment anti-allemand conduit sa famille à abandonner ses titres allemands. La princesse May de Teck est alors connue sous le nom de Lady May Cambridge, après que son père ait pris le nom de famille Cambridge et obtenu le comté d'Athlone.
Lady May sert de demoiselle d'honneur en 1919 à la princesse Patricia de Connaught ; en 1922 à sa cousine germaine la princesse Mary ; et en 1923 à Lady Elizabeth Bowes-Lyon lors de son mariage avec le frère de Mary, le duc d'York (plus tard George VI).

## Mariage
Lady May épouse Henry Abel Smith le 24 octobre 1931 à Balcombe, Sussex près de la résidence Athlone à Brantridge Park. L'une des demoiselles d'honneur, la princesse Ingrid de Suède, présente son frère le prince Gustave Adolphe à sa future épouse, la princesse Sibylla de Saxe-Cobourg-Gotha, qui est également demoiselle d'honneur. Élisabeth II assiste à son mariage en tant que demoiselle d'honneur à l'âge de 5 ans.
Henry et May Abel Smith sont mariés pendant plus de 60 ans et ont trois enfants :
- Anne Mary Sibylla Abel Smith (née le 28 juillet 1932), mère du député conservateur Ian Liddell-Grainger ;
- Richard Francis Abel Smith (11 octobre 1933 - 23 décembre 2004) ;
- Elizabeth Alice Abel Smith (née le 5 septembre 1936).

## Dernières années
Lady May, n'étant qu'une parente éloigné de la famille royale, n'exerce aucune fonction officielle. Elle assiste à certains événements royaux majeurs tels que le couronnement de la reine Elizabeth II et le mariage de Charles, prince de Galles, et de Lady Diana Spencer. Entre 1958 et 1966, Henry Abel Smith est gouverneur du Queensland. Lady May l'accompagne à Brisbane en tant qu'épouse vice-royale. Ils prennent leur retraite en 1975 à Barton Lodge à Winkfield dans le Berkshire, en Angleterre.
Lady May est décédée à l'hôpital un an après son mari. Ils sont tous deux enterrés au Royal Burial Ground, Frogmore, non loin du château de Windsor. Ses funérailles ont eu lieu à Chapelle Saint-Georges de Windsor, le 9 juin 1994. Il s'est déroulé en présence du duc de Gloucester et de la princesse Alexandra, représentant la famille royale .